# Viaduc de Cheval-Blanc
Le viaduc de Cheval-Blanc est un pont ferroviaire français qui permet à la LGV Méditerranée de franchir la Durance à Cheval-Blanc, dans le Vaucluse. Achevé en 2001, ce pont à poutres long de 994 mètres relève également du territoire communal d'Orgon, dans les Bouches-du-Rhône, ainsi que très marginalement de celui de Cavaillon, qui est déjà dans le département voisin.